# Morális pánik
A morális pánik kifejezés arra a jelenségre utal, amikor egy – a média szenzációkeltő és leegyszerűsítő bemutatási stílusa révén  könnyen azonosíthatóvá tett – csoport vagy egy bizonyos csoporthoz kapcsolódó jelenség az adott társadalom idealizált rendjét fenyegető veszélyként tudatosul az emberekben. Ez igen erős autoritatív megoldásokat sürgető közhangulatot alakít ki, melyre a hatóságok törvényi szigorításokkal válaszolnak. A fokozott intézményi és közfigyelemhatásra növekszik a jelenség regisztrált eseteinek száma, így legitimálva a rend helyreállítása érdekében tett lépéseket. A morális pánik nyomot hagyhat a társadalom jogrendszerén, a társadalmi rend fenntartásával megbízott intézmények eljárásain, a társadalmi normák rendszerén. A folyamat során alkotott szimbolikus képzetek beépülnek a társadalmi hiedelemrendszerbe, az itt kialakult népszerű képek leegyszerűsítő magyarázatot biztosítanak a társadalmi rendről szóló laikus elképzelések számára.
A fogalom megalkotója Stanley Cohen 20. századi angol filozófus és szociológus.
Minden morális pániknak van bűnbakja, aki valós, lehet ez személy vagy csoport.
Több elmélet is ismert kialakulásával kapcsolatban:
1. Az érdekcsoport elmélet szerint saját szorongásaik miatt kelt morális pánikot a média, valamint egyes érdekcsoportok.
2. Az elit-elmélet szerint morális pánikot az elit (papok, uralkodók, nemesek) generál, hogy elterelje a figyelmet a valódi problémákról.
3. A grassroots-elmélet szerint a közösség valódi szorongása jelenik meg morális pánik formájában, melyet a média felnagyít.

A morális pánik fogalmának értelmezésén keresztül juthatunk el a latens félelem fogalmának megértéséhez is.

## Morális pánik fogalma
A morális pánik fogalma a deviancia szociológiájának és a média szociológiájának az összekapcsolása nyomán jött létre közel harminc évvel ezelőtt. (Cohen 1972 / 80) (McRobbie and Thornton 1995) (Kitzinger 2000) Az ifjúsági mozgalmak, a drogkérdés, és az a mód, ahogyan a média ezeket az eseményeket kezelte, a társadalom reagálásának sajátos logikájába engedett bepillantást. Amikor morális pánikról beszélnek, a fogalmat ma is legtöbben ebben az eredeti értelemben használják, amely némileg leegyszerűsítve az események moralizáló túlreagálását jelentette.
A kifejezést Jock Young használta először, aki megfigyelte, hogy a drogszedés növekedésről szóló statisztikákra a közvélemény pánikkal reagált, ami azt eredményezte, hogy a rendőrök a drogokkal kapcsolatos ügyekben indokolatlanul nagyszámú gyanúsítottat tartóztattak le. A kategóriát Stanley Cohen dolgozta ki szisztematikusan 1972-ben megjelent könyvében. (Cohen 1972 / 80) A fogalom elterjedését nagyban megkönnyítette, hogy a figyelmet felkeltő kifejezés a könyv címében is szerepelt: Folk Devils and Moral Panics. (Mumusok és erkölcsi pánikok) A kifejezés negatív értelmű volt, és arra a gyanútlan naivitásra utalt, amellyel az emberek többsége viszonyult néhány deviáns jelenség reprezentációjára a médiában.

Boszorkányégetés 1555-ben, Derenburgban

A könyv megjelenése óta eltelt évtizedekben a morális pánik kategóriája óriási karriert futott be, nemcsak a szociológiai szakirodalomban, de a mindennapi életben és a médiákban is bevett kifejezéssé vált. Morális pániknak minősült Angliában, a hetvenes években az utcai rablástól való hisztérikus félelem, az AIDS-et körülvevő rettegés, az amerikai drogpánik a nyolcvanas években, a televíziós erőszak elítélése, az eltűnt gyermekek ügye, vagy a leányanyák társadalmi elfogadottsága ellen protestáló kollektív felháborodás. (Thompson 1998) De kiterjesztették a fogalmat olyan időben távol eső jelenségekre is, mint amilyenek például a tizenötödik és a tizenhetedik század közötti boszorkányüldözések. (Goode and Ben-Yehuda 1994)

## Kritériumok
Stanley Cohen öt feltételt fogalmazott meg a jelenséggel kapcsolatban: 
1. A kérdésben a közvélemény széles rétegei érintettek
2. Az adott jelenséggel kapcsolatban ellenséges hangulatot generál ez az érintettség
3. A társadalom többsége egyetért az ellenséges véleményekkel, érzésekkel
4. Jellemzően a reakció aránytalan, eltúlzottan élik meg a fenyegetettséget
5. A közvélemény reakciója ez egy konkrét eseményhez kapcsolódóan, mely dinamikusan változik. Rövid idő alatt terjed el széles körben, ám ugyanilyen gyorsan le is kerülhet a napirendről.

Goode és Ben-Yehuda (1994) öt fontos kritériumot sorol fel, melyek jelzik számunkra, hogy környezetünkön morális pánik uralkodott el. 
1. Az érintettség érzésének növekedése.  A társadalom tagjai növekvő odafigyeléssel viseltetnek egy bizonyos csoport és annak viselkedése iránt. Ennek a figyelemnek az élénkülése kimutatható a közvélemény-kutatásokból, megfigyelhető a média témastruktúrájában, a társadalmi kontroll intézményeinek figyelmében, valamint a problémával kapcsolatos társadalmi mozgalmak aktivitásának növekedésében.
2. Az ellenséges hangulat kialakulása.  A képviselt magatartás fenyegető és kártékony a többségi értékekre és érdekekre nézve, alapjaiban veszélyezteti a társadalom létét, de legalábbis annak egy fontos szegmensét. Kialakul egy mi-ők szembenállás, a jók és a rosszak ellentéte, ami a folyamatos polarizáció során a hősök és az ördögök középkori moralitásokból hagyományozott folklórjának mintáit követi.
3. Társadalmi egyetértés.  A társadalomban legalább minimális mértékű egyetértésnek kell uralkodnia azzal kapcsolatban, hogy azon bizonyos magatartás hordozta veszély valós és komoly-e, s hogy a felelősség egy bizonyos csoport számlájára írható-e. Nincsen morális pánik anélkül, hogy a társadalom számottevő része a problémát ne definiálná hasonlóan.
4. Aránytalanság.  A megfigyelők nagyobbnak tartják a deviáns viselkedést hordozó csoportot, magatartásuk következményeit súlyosabbnak és mélyrehatóbbnak észlelik, mint amilyen az valójában. A viselkedés felett érzett aggodalom jóval meghaladja a veszély mértékét, akár önmagában, akár más veszélyekkel összehasonlítva tárgyaljuk.
5. Változékonyság.  A morális pánik változékonyságán azt értjük, hogy hirtelen kitörő – és gyakran gyorsan elpárolgó – közérdeklődésről van szó. Néhány a pánik közül intézményesül, vagyis a felvetett problémák kezelésére különböző állandósuló szabályok születnek. Ilyenkor a probléma iránti figyelem különböző formákban fennmarad. Társadalmi mozgalmak tűzik programjukra a problémás jelenség kezelését, új törvények születnek megoldásukra, vagy változik a végrehajtási gyakorlat. Születhetnek új, informális személyközi normák, vagy kialakulhat a vétkesek megbélyegzésének új gyakorlata. Mindezeken túl a pánik nyomtalanul el is tűnhet. Vannak, melyek a semmiből jönnek és oda is térnek vissza, mások – mint a drogpánik – időnként ütik fel a fejüket, és az előző hullámra építkeznek. Az ellenségesség kritikus csúcsa időben viszonylag korlátozott.